# 林茂塘市政臨時休憩區
林茂塘市政臨時休憩區（Zona de Lazer Temporária da Doca do Lam Mau），位於澳門半島林茂海邊大馬路，前身為一幅被澳門特別行政區政府宣告失效的閒置土地，佔地面積約6,220平方米。休憩區內設有標準籃球場、兒童投籃練習區的「自由波地」、健身設施；兒童遊樂場亦設有不同遊樂設施，更是澳門半島首次設有沙池遊樂區的休憩區。

## 歷史

### 收地及規劃興建公屋
2016年2月23日，政府跨部門展開聯合收地行動，收回林茂塘區一幅面積逾1500平方米的土地，該土地當時規劃興建公共房屋。該地段位於茂海邊大馬路、遊艇會巷及林茂海街之間，面積約1,524平方米，當局表示會向佔用人追收清遷費；當時該土地計劃規劃興建100個T2單位的公共房屋。
2017年1月下旬，直選議員關翠杏作書面質詢了解本處兩幅霸地情況，房屋局長山禮度回覆書面質詢指，林茂塘A及F地段公屋項目的規劃條件圖草案已完成公示，並已向城規會作介紹。待完成規劃條件圖的編制程序，會繼續深化建築圖則設計，屆時將進一步落實興建計劃的時間表。同時其他有公屋項目亦正按序跟進，暫未有落成時間表。

### 擬改規劃興建院舍
2017年12月6日，運輸工務司司長羅立文表示，本處以及祐漢舊區諮詢委員會等土地原規劃興建公屋，但由於地段面積太小，他認為不適合建公屋，建出來的單位不理想，將考慮改建社會設施，如老人院等。
2018年3月5日，立法議員李靜儀提出書面質詢，認為其中收回地段A及F是「熟地」，當時已完成公屋建造編製工程計劃，但在2017年，運輸工務司司長羅立文卻表示由於興建公屋有先後順序，A及F地段等較小型的公屋項目會押後發展。她詢問政府有關部門會否興建長者宿舍或院舍？並問到在正式利用前能否增設休憩及康樂設施供居民使用？或有何其他計劃善用該處土地？
2018年8月28日，土地工務運輸局回覆指本處兩幅地段指按照2017年發出的規劃條件圖用作興建公共房屋及社會設施，當局會按照城規法、土地法等規定，配合公共房屋政策利用有關地段。工務局並引述交通局稱，會因應土地的規劃用途在交通規劃上作出配合。
2019年8月15日，土地工務運輸局公示規劃條件圖草案，於林茂海邊大馬路A地段和F地段，即遊艇碼頭對面分別佔地731平方米和973平方米的2幅土地，有計劃興建長者服務社會設施。草案中提到樓宇均限高60米，亦需遵守林茂海邊大馬路的樓宇面向街道的特別條例，即需興建設有扶手電梯的行人天橋，未來會形成行人空中走廊。草案並建議在工程計劃草案及建築計劃階段，須聽取運建辦意見，顯示地段可能涉及輕軌工程。

### 改用作臨時休憩設施

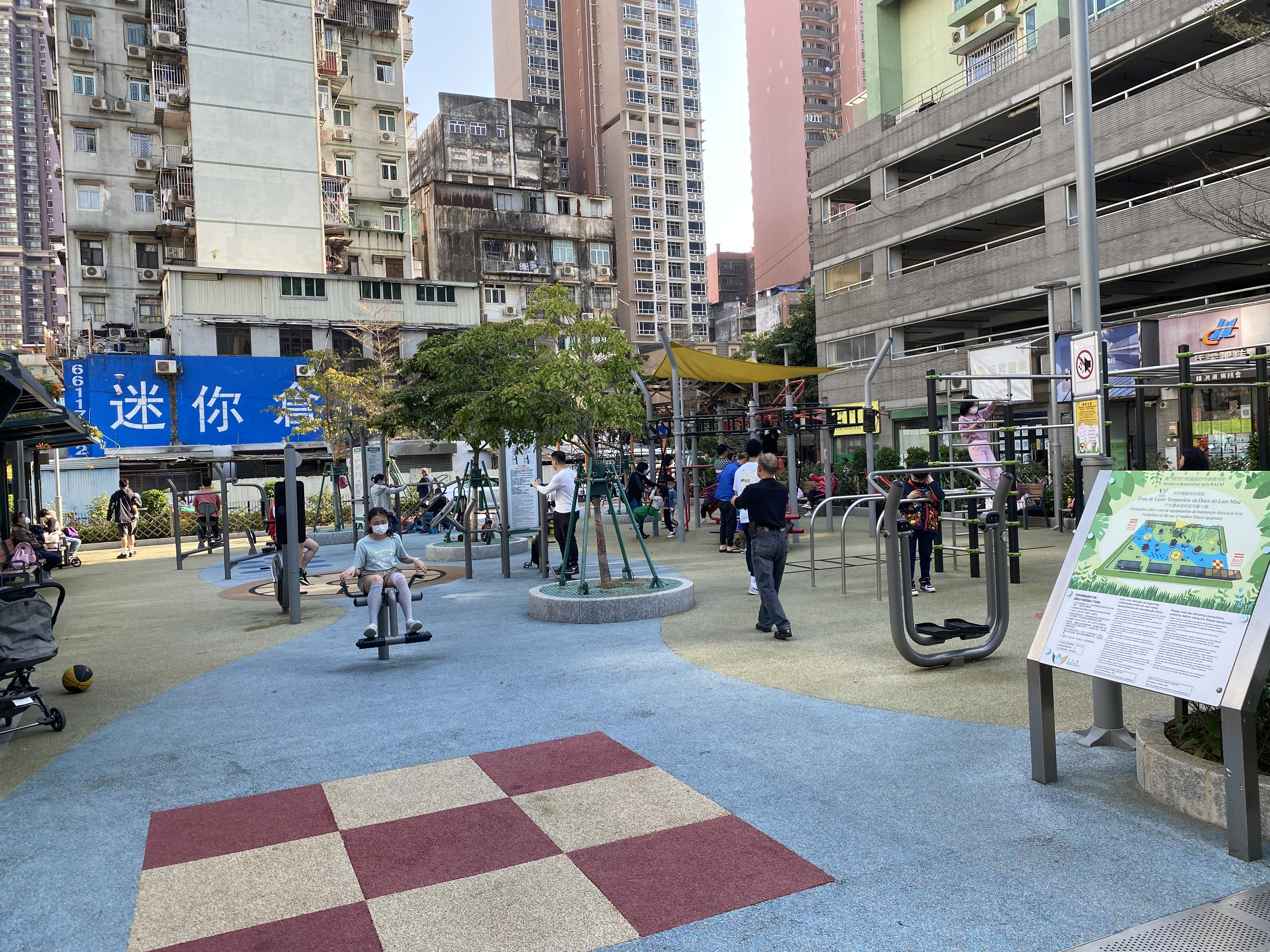

2020年6月，市政署宣布將利用位於林茂海邊大馬路相互毗鄰之四幅閒置土地興建休憩設施，包括兒童遊樂設施及綜合健身場地，整個規劃總佔地面積合共約6,622平方米。而兒童遊樂區中，包括滾軸溜冰場、沙池玩樂區、具起伏坡度的遊樂滑梯區，並建有兒童遊樂設施、緩步徑及多功能廣場等，並為不同年齡層及需要的兒童提供交流及親子活動場地。在綜合健身休憩區中，將設籃球場及兩個小型投籃練習區的「自由波地」，同時亦會設有不同強度及組合的健身器材，以供市民使用。同時一併重整周邊的行人道，擴大綠化範圍，完善整體的綠化景觀，同時設置桌椅及雨棚。
2021年5月12日，市政署管理委員會主席麥儉明介紹本處臨時休憩區發展。當中建造一個籃球場及一個滿足不同年齡層使用的健身設施區的休憩區，造價逾680萬元，工程近「埋尾」階段，預計同年6月竣工。至於兒童遊樂場的建造工程已判給，造價2,360多萬元，工期158天，並表示即將動工。當中的兒童遊樂區有十六組器具，還有滾軸溜冰場和多功能廣場，並改善現有休憩空間、增設公共洗手間等。
2021年6月，林茂海邊大馬路綜合健身區及自由波地竣工，於同年8月20日起對外開放。毗鄰之兒童遊樂區工程當時正在進行中。
2022年10月28日，市政署宣布兒童遊樂場將於11月9日正式對外開放，設有澳門半島首個戶外沙池，預計試運初期人流較多，沙池區將採預約制以調控人數。另外，滾軸溜冰場亦於同日起對外開放，開放時間為上午7時至晚上10時。遊樂場內亦設有滑梯區、人造草山丘等親子共融遊具，劃分不同年齡區域，適合三至十二歲兒童鍛鍊身體協調性及平衡感。另一組含攀爬元素兼具適度挑戰性的高空遊樂設施，則讓大齡兒童在遊戲中學習如何安全玩樂及鍛鍊體能。

## 設施
- 自由波地
- 健身區
- 兒童遊戲區
- 沙池遊樂區
- 滾軸溜冰場
- 多功能廣場

## 鄰近地點
- 臨時提督街市
- 林茂塘空中走廊

## 交通

### 巴士
M126 林茂／信譽灣畔（Lam Mau / La Magnífícence）
路線：71S、101X、MT4
M128 林茂／澳門遊艇會（Lam Mau / Clube Náutico de Macau）
路線：3X、4、101X、MT4

## 外部連結
- 林茂塘臨時休憩區-澳門自然網 （页面存档备份，存于）